# 1M busz (Ózd)
Az ózdi 1M jelzésű autóbuszvonal az Autóbusz-állomás és Mogyorósvölgy között húzódott, amelyet a Borsod Volán Zrt. üzemeltetett.

## Közlekedése
| Viszonylat                                         | Indításszám     | Közlekedési rend     |
| -------------------------------------------------- | --------------- | -------------------- |
| Autóbusz-állomás – Mogyorósvölgy, autóbusz-forduló | 2 oda, 4 vissza | munkanapokon         |
| Autóbusz-állomás – Mogyorósvölgy, autóbusz-forduló | 1 oda, 2 vissza | szabadnapokon        |
| Autóbusz-állomás – Mogyorósvölgy, autóbusz-forduló | 2 pár           | munkaszüneti napokon |

## Megállóhelyei
| 0 | Autóbusz-állomás végállomás                | 0.0 km | 0 |
| 1 | Kohász szálló                              | 0.5 km | 1 |
| 2 | 48-as út 8. (↓) József Attila utca 3. (↑)  | 0.9 km | 2 |
| 3 | Petőfi tér                                 | 1.2 km | 3 |
| 4 | Mogyorósvölgy, autóbusz-forduló végállomás | 1.8 km | 5 |